# 스켈레톤 크루
《스켈레톤 크루》(영어: Star Wars: Skeleton Crew)는 디즈니+에서 2024년 12월부터 방영된 미국의 공상 과학, 성장 드라마로, 《스타워즈》 세계관 작품이다. 드라마 《만달로리안》과 같은 시간 선상에 있다.